# Sinoxylon fuscovetitum
Sinoxylon fuscovetitum is een keversoort uit de familie boorkevers (Bostrichidae). De wetenschappelijke naam van de soort is voor het eerst geldig gepubliceerd in 1919 door Lesne.